# Mourvilles-Hautes
Mourvilles-Hautes è un comune francese di 176 abitanti situato nel dipartimento dell'Alta Garonna nella regione dell'Occitania.

## Società

### Evoluzione demografica
Abitanti censiti